# Gisela May
Pour les articles homonymes, voir May.

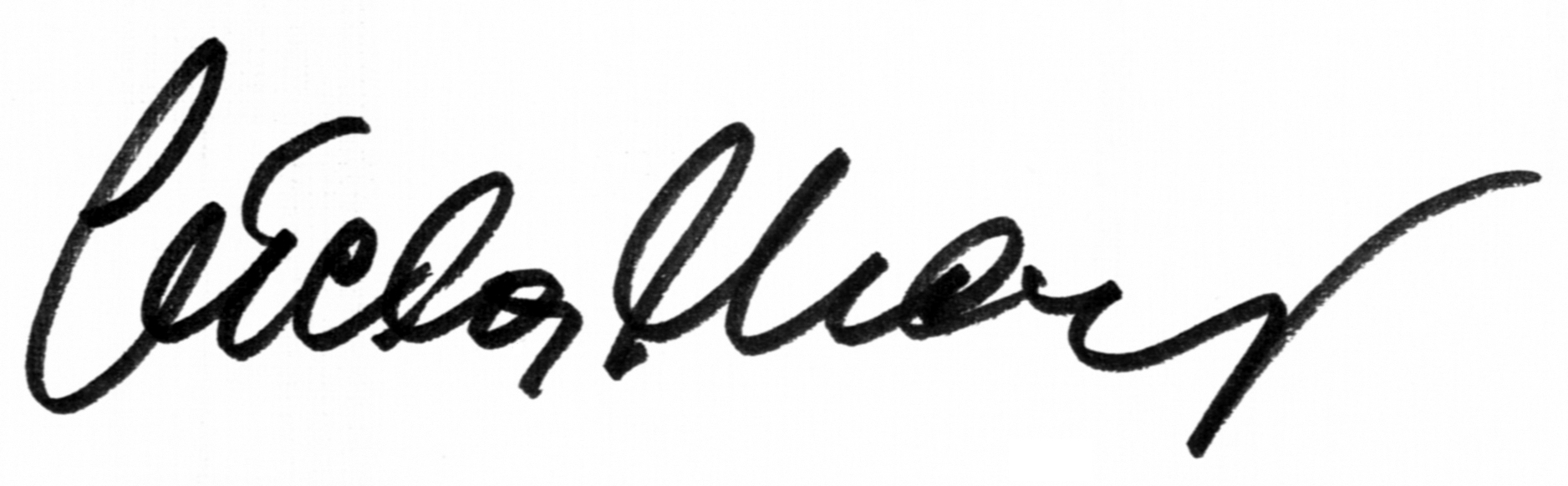
Signature.

Gisela May, née le 31 mai 1924 à Wetzlar (Province de Rhénanie) et morte le 2 décembre 2016 à Berlin, est une actrice et chanteuse allemande.

## Biographie
Gisela May naît en 1924 à Wetzlar en Allemagne. Elle est la fille de l'écrivain Ferdinand May et de l'actrice Käte May. Elle suit les cours de l'école d'art dramatique de Leipzig de 1940 à 1942, puis est engagée dans divers théâtres, notamment à Dantzig, Görlitz, Leipzig et Halle. À partir de 1951, elle se produit au Deutsches Theater de Berlin, où elle interprète divers rôles.
En 1962, Gisela May rejoint la troupe de théâtre de Bertolt Brecht, le Berliner Ensemble, et y reste pendant 30 ans. Elle joue plusieurs rôles, dont Madame Cabet dans Les Jours de la Commune, Celia Peachum dans L'Opéra de quat'sous, l'aubergiste Kopecka dans Schweyk dans la Deuxième Guerre mondiale et Mère Courage dans Mère Courage et ses enfants.
Elle apparaît dans la série policière Adelheid und ihre Mörder (1995-2003). Interprète de chansons de Brecht-Weill, elle donne également des récitals sur des scènes internationales, notamment au Carnegie Hall de New York et à La Scala de Milan.

## Distinctions
- Croix d'officier de l'ordre du Mérite de la République fédérale d'Allemagne. En 2004, elle est faite officier de l'ordre du Mérite de la République fédérale d'Allemagne.

## Théâtre

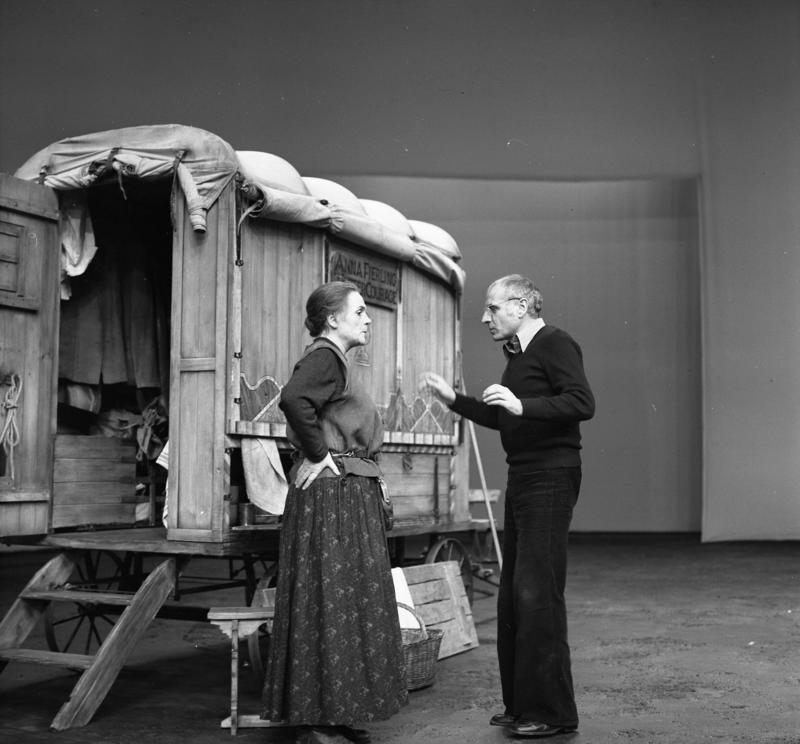
Gisela May en répétition de la pièce Mère Courage et ses enfants avec Manfred Wekwerth au Berliner Ensemble (1978).

## Autobiographies
- (de) Mit meinen Augen. Begegnungen und Impressionen, 1re édition 1976, 3e édition, Buchverlag Der Morgen, Berlin 1982.
- (de) Es wechseln die Zeiten. Erinnerungen, Militzke, Leipzig 2002,  (ISBN 978-3-86189-269-4).